# تاریخ قهوه

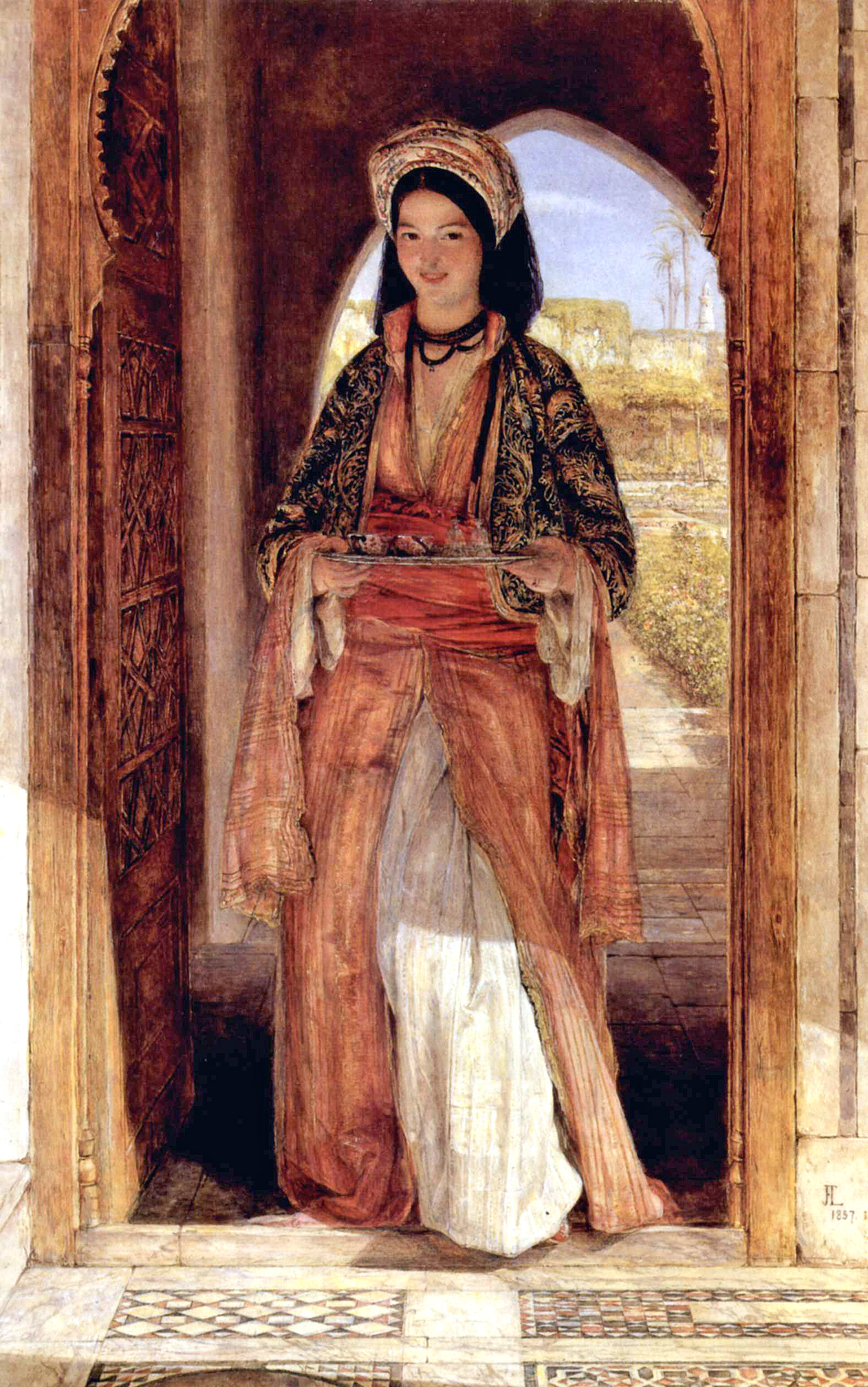
تابلوی آورنده قهوه اثر جان فردریک لوئیز (۱۸۵۷)

قدمت تاریخ قهوه (انگلیسی: History of coffee) به روایت شفاهی به قرن‌ها پیش، در خاورمیانه بازمی‌گردد. گیاهان قهوه به صورت وحشی در یمن رشد می‌کردند و توسط عشایر به مدت هزاران سال، به‌طور گسترده مورد استفاده قرار می‌گرفتند. صومعه‌های صوفی یمن، از قهوه به عنوان یک مادهٔ تقویتی برای تمرکز حین عبادت، بهره می‌بردند. تا دههٔ ۱۴۰۰، برشته کردن دانه‌های قهوه روشی برای بهره بردن از مصرف قهوه نبود.[1] در طول مدت کشت گیاه، دم کردن قهوه تنها برای کشیش و طبابت در نظر گرفته می‌شد؛ پزشکان از قهوه دم کرده برای بیمارانی که نیاز به بهبود عمل هضم غذا در سیستم گوارشی داشتند، استفاده می‌کردند، و کشیشان از آن برای هوشیار ماندن، جهت انجام تکالیف و امور کلیسا، در طی زمان طولانی در هنگام شب، بهره می‌بردند.
در روایتی دیگر یک چوپان اهل اتیوپی به نام کلدی (kaldi) تصمیم به بردن بزهای خودش به چراگاه در مکان‌های بلندتر و تپه‌ها می‌گیرد. بعد مدتی مشاهده می‌کند که بزها شب‌ها نمی‌خوابند و خرناسه می‌کشند و فعالیتشان زیاد می‌شود. وقتی فردای آن روز توجه می‌کند می‌بیند که بزها دانه‌های قهوه را می‌خورند و آنها را پیش کشیش محله برده و داستان را تعریف می‌کند. کشیش با دم کردن آن در آب، قهوه را کشف می‌کند و به خاصیت افزایش انرژی آن پی می‌برد.
کافه‌ها در اواخر قرن هفدهم در اروپای غربی، به ویژه در کشورهای هلند، آلمان و انگلستان تأسیس شدند. یکی از اولین موارد کشت و پرورش قهوه در جهان امروز هنگامی بود که گابریل دِ سلیو (Gabriel de Clieu) در سال ۱۷۲۰، بذرهای قهوه را به مارتینیک آورد. این دانه‌ها منجر به جوانه زدن ۱۸٬۶۸۰ نهال قهوه شد که باعث گسترش آن به سایر جزایر کارائیب همچون سنت-دومینگ (Saint-Domingue) و همچنین مکزیک شد. در سال ۱۷۸۸، سنت دومینگ نیمی از قهوه جهان را تأمین می‌کرد.